# Complexe convectif de méso-échelle
Ne doit pas être confondu avec Système convectif de méso-échelle.
Pour les articles homonymes, voir CCM.
Un complexe convectif de méso-échelle (CCM) est un ensemble orageux se formant généralement en fin de journée à partir d'orages dispersés et qui atteint son apogée durant la nuit alors qu'il s'organise en une large zone circulaire. Après leur formation, ils dérivent dans le flux d'altitude et donnent principalement des précipitations intenses causant des inondations sur de larges régions. Il s'agit d'un type particulier de système convectif de méso-échelle fréquent dans les Grandes Plaines américaines durant l'été. On les retrouve également dans d'autres régions du globe où les conditions favorables à leur développement sont réunies. 

## Description
Le complexe convectif de méso-échelle a été étudié par les chercheurs américains depuis de nombreuses décennies. On est donc parfois connu par son nom en anglais Mesoscale Convective Complex (MCC). Il a été défini par son apparence sur les photos satellitaires comme ayant :
- des sommets de nuages avec une température inférieure à −32 °C sur 150 000 km2 et une zone de 50 000 km2 dont les sommets atteignent −52 °C.
- une durée de vie de plus de 6 heures.
- un rapport entre les diamètres nord-sud et est-ouest qui doit s'approcher de 1 (au moins 0,7) lors de l'extension maximale du complexe.

## Développement
Les CCM se forment à partir de la fusion d'orages isolés sous une faible circulation atmosphérique anticyclonique, à l'avant d'un creux barométrique d'altitude, dans une masse d'air très instable et avec un cisaillement faible des vents avec l'altitude. 

### Situation météorologique

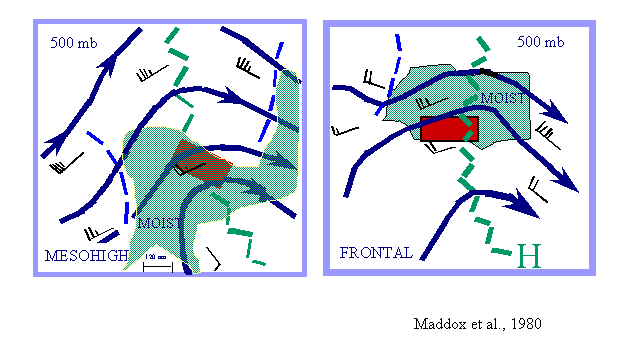
Circulation à 500 HPa typique d'un CCM. Les flèches indiquent le flux d'air, la ligne en zigzag la position de la crête d'altitude, la zone en vert l'humidité disponible et le carré en rouge la zone favorable à la formation des CCM (Source NOAA)

La circulation des vents en altitude suit l'évolution d'une onde de Rossby et peut prendre la forme d'un sinus ayant des variations nord-sud. Dans l'image de droite, on voit deux situations à mi-atmosphère (500 Hpa) avec lesquelles on peut obtenir le développement d'un CCM. L'air suivant dans les deux cas les flèches se trouve à progresser des régions plus chaudes vers celles plus froides dans un premier temps puis à se stabiliser après avoir contourné la crête (ligne en zigzag verte).  Si on retrouve sous cette circulation une forte advection d'air chaud et humide par un courant-jet de bas niveau dans le courant vers le pôle, on crée une convergence d'humidité (zone verte). Celle-ci est favorable en surface au soulèvement de l'air instable et au développement d'orages. De plus, en altitude, l'air diverge près de la crête ce qui augmente le mouvement vertical à grande échelle et généralise la convection atmosphérique. Le tout donne une forte probabilité de développement d'un CCM dans les zones rouges de l'image.
En général, le courant-jet de bas niveau est relativement faible durant la journée dans une telle circulation car on est dans une masse d'air assez homogène. On retrouve parfois un front stationnaire dans le flux de la crête vers lequel le courant-jet se dirige. On assiste donc à la formation en après-midi d'orages isolés, près et à l'ouest du courant-jet où l'on retrouve le maximum d'humidité. Ces orages se reforment continuellement dans l'environnement instable. Lorsque le Soleil se couche, il se crée un refroidissement à la surface ce qui donne une couche isotherme, ou même en inversion, le long de la bordure externe des nuages convectifs et augmente l'intensité du courant-jet. 
Le renforcement du jet amène plus d'humidité et crée plus de convergence ce qui généralise les orages. Ces derniers vont finalement fusionner et l'extension maximale des CCM se produit durant la nuit en une zone circulaire orageuse. Au matin, le réchauffement diurne brise l'inversion et le courant-jet de bas niveau diminue ce qui freine la convection et les nuages d'orage se transforment en nimbostratus. Les CCM donnent surtout des pluies torrentielles sur de large étendues, ces pluies sont autant convectives que stratiformes, selon le stage de développement. On peut avoir localement des signalements de grêle, vents violents ou même de tornades mais cela est peu fréquent à moins que le CCM se transforme en ligne de grain ou en Derecho. 
Un type particulier de CCM est celui que l'on retrouve le long des chaînes de montagne comme au flanc Est des montagnes Rocheuses. On les nomme CCM "orogéniques" car le soulèvement nécessaire au déclenchement des orages est le plus souvent fourni par une circulation des vents qui remonte la pente des montagnes depuis les plaines.

### Potentiel thermodynamique
Pour connaître l'instabilité de l'air, on calcule l'énergie potentielle de convection disponible (EPCD) d'une parcelle d'air soulevée dans l'environnement. Plus celle-ci est grande, plus les orages auront une extension verticale importante et pourront donner des pluies torrentielles. Dans le cas d'un CCM, l'EPCD est particulièrement grande ce qui lui donne des sommets très élevés à des températures très froides ce qui fait partie des caractéristiques de reconnaissance de ce phénomène.
Plus la masse d'air est humide, plus la quantité de vapeur d'eau à condenser sera grande. On peut calculer l'eau disponible pour la condensation grâce aux équations de la thermodynamique pour la partie convective du CCM. En plus, les nuages convectifs se changent en nimbostratus au matin. Une partie des précipitations est donc liée au mouvement vertical d'échelle synoptique et à l'instabilité conditionnelle asymétrique qui sont plus difficiles à évaluer par le météorologiste. Les modèles de prévision numérique du temps à grande résolution peuvent calculer le potentiel d'accumulation de pluie sous le CCM.

## Structure
La structure d'un complexe convectif de méso-échelle peut être séparé en trois couches:
- Près de la surface :  le front de rafales sortant des orages crée un anticyclone de méso-échelle sur la bordure externe du complexe. Ceci est dû à la goutte d'air froid plus dense qui le forme et qui donne un maximum de pression relatif ;
- Aux niveaux moyens de la troposphère : on retrouve une circulation cyclonique dépressionnaire où l'air est plus chaud qu'à l'extérieur du complexe ;
- À la tropopause : la circulation anticyclonique mentionnée antérieurement crée une divergence et l'air y est plus froid que l'environnement.

L'air de surface à l'extérieur du complexe et se dirigeant vers celui-ci rencontre le front de rafales et il est soulevé. Il entre alors en convection étant plus chaud que l'environnement et le mouvement vertical créé par la dépression des niveaux moyens l'accélère. Finalement, la divergence en altitude augmente le mouvement vertical.

## Climatologie
Les CCM laissent de grandes quantités de pluie qui peuvent causer des inondations. On les retrouve durant la saison chaude (printemps, été) dans les plaines centrales d'Amérique du Nord, le Pacifique ouest, les plaines d'Afrique et d'Amérique du Sud, ainsi que durant la mousson indienne. La position favorable à leur développement se déplace en général des régions les plus près de l'équateur au début de la saison vers les régions polaires à mesure que la température se réchauffe et que la circulation amène l'humidité vers ces régions. La dépression qu'on retrouve dans les niveaux moyens des CCM peut persister dans la circulation atmosphérique après sa dissipation et les chercheurs ont pu parfois la retrouver à l'origine de certains cyclones tropicaux.
Les MCC représentent en particulier une portion importante des accumulations estivales dans les Grandes Plaines américaines. Les CCM se forment au printemps dans le sud de la région mais on les retrouve le plus souvent en juillet et août près de la frontière canadienne.

## Exemples notables
- La nuit du 19 au 20 juillet 1977, un complexe convectif de méso-échelle est passé sur l'ouest de la Pennsylvanie. La pluie torrentielle qu'il a générée s'est engouffrée dans les vallées encaissées de ce secteur et a mené à l'inondation de Johnstown (Pennsylvanie) (Inondation de Johnstown de 1977 (en)). L'origine de ce système remonte à 96 heures dans le Dakota du Sud et on a noté des accumulations importantes tout le long de sa trajectoire, dont plus de 300 millimètres à Johnstown.
- De la fin avril à octobre 1993, les inondations qui ont sévi tout le long du bassin du fleuve Mississippi, des Grands Lacs à La Nouvelle-Orléans, ont été en grande partie causées par des CCM à répétition durant plusieurs semaines au début de l'été (Inondation du Midwest américain de 1993) ;
- En 1999, un CCM qui s'était formé le 4 juillet dans le Dakota du Nord s'est transformé en Derecho causant des dégâts importants par le vent tout le long de la frontière canado-américaine entre le lac Supérieur et la Maine (Derecho à la frontière canado-américaine).